# ASテファナ
アソシアション・スポルティヴ・テファナ・フットボール（フランス語: Association Sportive Tefana Football）は、タヒチファアアに本拠地を置くサッカーチームである。タヒチの一部リーグであるタヒチ・ディビジョン・フェデレールに所属し、本拠地はスターデ・ルイ・ガニヴェである。2012年にはOFCチャンピオンズリーグで準優勝を果たし、フランス領ポリネシアのチームとして最高タイの記録を樹立している。

## 概要
ASテファナは2010年の当初は三位であったものの、二回目の優勝を果たした。これによって翌2011年にかけてのOFCチャンピオンズリーグに出場すると、ニュージーランドのワイタケレ・ユナイテッドから一勝を挙げた。
2011年も3試合を残して、三度目の優勝を果たした。しかしながら、OFCチャンピオンズリーグではワイタケレ・ユナイテッドに10-0の歴史的大敗を喫した。その後は順調に勝った為に決勝にまで進み、準優勝を果たし、この成績は2006年にASピレーが獲得した成績と同じ、同国最高タイの物である。ASテファナはオークランド・シティFCと対戦し、オークランドで2-1、ファアアで1-0とされ、共に敗れている。因みに、上述のASピレーが敗れた相手もオークランド・シティFCである。この年、ASテファナはタヒチカップでも勝利しており、クープ・ドゥ・フランスへも出場したが、レッドスターFC93の前に敗れている。
2012年はASドラゴンに敗北し、優勝を果たす事は出来なかったものの、タヒチカップでは勝利を挙げた。クープ・ドゥ・フランスではGSIポンティヴィに勝利した。また、リーグ・アンに所属するASサンテティエンヌと三年のパートナーシップ契約を締結した。
OFCチャンピオンズリーグでは、2015大会はグループリーグを最下位で敗退するものの、2016、2017大会では予選を首位通過し、ベスト4進出を果たすが、ともに準決勝でオークランド・シティ―FCに敗れる。

## 現所属メンバー
2014-2015シーズンのOFCチャンピオンズリーグ以来のメンバー構成
注：選手の国籍表記はFIFAの定めた代表資格ルールに基づく。
| No. | Pos. |                      | 選手名                         |
| --- | ---- | -------------------- | ------------------------------ |
| 1   | GK   | フランス領ポリネシア | ステーヴェン・ヒリガ           |
| 2   | DF   | フランス領ポリネシア | ステファン・ファーティアラウ   |
| 3   | DF   | フランス領ポリネシア | タウミハウ・チアチア           |
| 4   | DF   | フランス領ポリネシア | テヘイヴァリイ・ルディヴィオン |
| 5   | FW   | フランス領ポリネシア | タウアトゥア・ルーカス         |
| 6   | DF   | フランス領ポリネシア | トゥノア・テヴェライ           |
| 7   | FW   | フランス領ポリネシア | テマリー・ティノルア           |
| 8   | FW   | フランス領ポリネシア | ジェス・オノワ                 |
| 9   | MF   | フランス領ポリネシア | タウヒチ・ケック               |
| 10  | FW   | フランス領ポリネシア | スティーヴィ・チョン・フエ     |
| 11  | MF   | フランス領ポリネシア | シルヴァン・グラグリア         |
| 12  | FW   | フランス領ポリネシア | アルヴァン・テハウ             |

| No. | Pos. |                      | 選手名                             |
| --- | ---- | -------------------- | ---------------------------------- |
| 13  | MF   | フランス領ポリネシア | スタンレー・アタニ                 |
| 14  | MF   | フランス領ポリネシア | ジョナタン・テハウ                 |
| 15  | DF   | フランス領ポリネシア | ジャン・チャン・コエイ・チャン     |
| 16  | DF   | フランス領ポリネシア | マヌテア・ターエ                   |
| 17  | MF   | フランス領ポリネシア | ロレンツォ・テハウ                 |
| 18  | DF   | フランス領ポリネシア | タウレア・マルモイェ               |
| 19  | MF   | フランス領ポリネシア | エイマノ・ブールバール             |
| 20  | DF   | フランス領ポリネシア | ケニー・ヌイ                       |
| 21  | DF   | フランス領ポリネシア | アンジェロ・チェン                 |
| 23  | GK   | フランス領ポリネシア | グザヴィエ・サマン                 |
| 29  | GK   | フランス領ポリネシア | ミカエル・ロシュ                   |
| 30  | GK   | フランス領ポリネシア | テタイオ・テリーノチョプアイテライ |

## タイトル
- タヒチ・ディビジョン・フェデレール: 4
  - 2005, 2010, 2011, 2014/15[9]

- タヒチカップ: 6
  - 2007, 2008, 2010, 2011, 2012, 2017

- タヒチ・クープ・デ・チャンピオン: 2
  - 2007, 2014

### OFC主催大会
- OFCチャンピオンズリーグ: 5回出場
  - 2011:グループB4位
  - 2012:準優勝
  - 2015:グループC4位
  - 2016:ベスト4
  - 2017:ベスト4